# John Chenhall
John Colin Chenhall (* 23. Juli 1927 in Bristol; † April 2011 ebenda) war ein englischer Fußballspieler. Obwohl meist nur in Reservemannschaft auflaufend, gewann der Abwehrspieler 1953 mit dem FC Arsenal die englische Meisterschaft. Im direkten Anschluss war er fünf Jahre für den Zweitligisten FC Fulham aktiv und absolvierte dort fast 100 Pflichtspiele.

## Sportlicher Werdegang
Chenhall war zunächst im Amateurfußball für Maidenhead United aktiv, bevor er rund ein halbes Jahr nach Kriegsende im November 1945 einen Profivertrag beim FC Arsenal unterzeichnete. Während dieser Zeit absolvierte er noch seinen Wehrdienst, war dabei auf der HMS Royal Arthur in Skegness stationiert und bestritt leihweise eine Partie für Boston United in der Midland League.
Bei Arsenal war Chenhall in erster Linie Teil des Reserveteams und der junge Abwehrspieler musste bis zum 20. Oktober 1951 bis zu seinem Erstligadebüt warten. Dieses wurde mit 3:1 gewonnen und nach insgesamt drei Meisterschaftspartien in der Spielzeit 1951/52 kam er in der anschließenden Meistersaison 1952/53 als „Backup“ für Joe Wade und Lionel Smith zu dreizehn Einsätzen (primär bedingt durch den langen Ausfall von Walley Barnes), was für den Erhalt einer offiziellen Meistermedaille ausreichte.
Chenhall wechselte im Juli 1953 eine Spielklasse tiefer innerhalb von London zum Zweitligisten FC Fulham. Dort verbrachte er vier Jahre und kam dort regelmäßiger zum Zuge. Nach insgesamt 95 Pflichtspielen für die „Cottagers“ – davon 91 in der Second Division – verabschiedete er sich vom Profifußball. Chenhall spielte fortan noch kurzzeitig im Amateurbereich für Guildford City und eröffnete sein eigenes Geschäft in der Automobilbranche.
Im April 2011 verstarb Chenhall im Alter von 83 Jahren.

## Titel/Auszeichnungen
- Englischer Meister: 1953